# 岳肖峡
岳肖峡（1918年10月—2003年4月29日），男，山东博平人，中华人民共和国政治人物，曾任河南省人民政府常务副省长，河南省人大常委会副主任。